# Paracroma mutilum
Paracroma mutilum är en fjärilsart som beskrevs av Paul Dognin 1914. Paracroma mutilum ingår i släktet Paracroma och familjen nattflyn. Inga underarter finns listade i Catalogue of Life.